# Liste der denkmalgeschützten Objekte in Kittsee
Die Liste der denkmalgeschützten Objekte in Kittsee enthält die 18 denkmalgeschützten, unbeweglichen Objekte der Gemeinde Kittsee im Burgenland (Bezirk Neusiedl am See).

## Denkmäler
| Foto |                 | Denkmal                                                                              | Standort                                             | Beschreibung | Metadaten |
| ---- | --------------- | ------------------------------------------------------------------------------------ | ---------------------------------------------------- | --- | --- |
| ja   | Datei hochladen | Jüdischer Friedhof HERIS-ID: 9963 Objekt-ID: 6014                                    | Am Schanzl Standort KG: Kittsee                      | Der Jüdische Friedhof grenzt unmittelbar an den ehemaligen Schüttkasten des Alten Schlosses. Auf einer Fläche von 1163 Quadratmetern finden sich 230 Grabsteine, die hauptsächlich aus Mühlendorfer Marmor oder Sandstein gefertigt wurden. | BDA-Hist.: Q1716306 Status: § 2a Stand der BDA-Liste: 2025-06-30 Name: Jüdischer Friedhof GstNr.: 383 Jüdischer Friedhof (Kittsee) |
| ja   | Datei hochladen | Altes Schloss HERIS-ID: 9955 Objekt-ID: 6006                                         | Am Schanzl 3 Standort KG: Kittsee                    | Das Alte Schloss war ursprünglich eine Wasserburg aus dem 12. Jahrhundert, die um 1270 zerstört wurde. Der größte Teil des heutigen Gebäudes stammt aus dem 16. Jahrhundert. Es ist ein dreigeschoßiger Bau mit einem Turm im Hof, der auf drei Seiten geschlossen ist, auf der vierten befindet sich die Ruine des Schüttkastens. | BDA-Hist.: Q5475690 Status: Bescheid Stand der BDA-Liste: 2025-06-30 Name: Altes Schloss GstNr.: 384 Altes Schloss Kittsee |
| ja   | Datei hochladen | Granarium, sog. Schüttboden HERIS-ID: 11414 Objekt-ID: 7507seit 2019                 | Am Schanzl 3 Standort KG: Kittsee                    | Der Schüttkastens schließt im Norden als teilweise vorstehender eigener Trakt an das im 16. Jahrhundert gebaute Schloss an. | BDA-Hist.: Q105638236 Status: Bescheid Stand der BDA-Liste: 2025-06-30 Name: Granarium, sog. Schüttboden GstNr.: 384 Granary Kittsee |
| ja   | Datei hochladen | Fundzone Steinfeldäcker HERIS-ID: 10164 Objekt-ID: 6217                              | Berger Straße Standort KG: Kittsee                   | | BDA-Hist.: Q38059528 Status: Bescheid Stand der BDA-Liste: 2025-06-30 Name: Fundzone Steinfeldäcker GstNr.: 1237, 1238/1, 1239/2, 1240/2, 1241/2, 1242, 1243, 1244, 1245, 1246, 1247/1, 1247/2, 1248, 1249, 1250, 1251, 1325/1, 1325/2, 1325/3, 1325/5 Steinfeldäcker (Kittsee) |
| ja   | Datei hochladen | Figurenbildstock, Blaues Kreuz HERIS-ID: 9962 Objekt-ID: 6013                        | bei Blaue Kreuz-Gasse 1 Standort KG: Kittsee         | Das sogenannte Blaue Kreuz östlich des Ortes trägt am Sockel die Jahreszahl 1752. Auf seiner hohen Säule steht eine Pietà. | BDA-Hist.: Q38053362 Status: Bescheid Stand der BDA-Liste: 2025-06-30 Name: Figurenbildstock, Blaues Kreuz GstNr.: 795/4 Blaues Kreuz (Kittsee) |
| ja   | Datei hochladen | Zwei Gartenportale HERIS-ID: 9952 Objekt-ID: 6003                                    | Dr.-Ladislaus-Batthyany-Platz 1 Standort KG: Kittsee | Die Einfriedungsmauer des heutigen Schlossparks entstand nach 1901 aus verputztem Bruchsteinmauerwerk. Das Haupttor in der östlichen Umfassungsmauer weist eine mittige Einfahrt zwischen zwei hohen verkröpften und vernuteten Pfeilern mit Vasenaufsätzen und seitlichen, niedrigeren volutenförmigen Halbgiebeln auf. Auf diesen sitzen Löwenstatuen. Auf beiden Seiten der Einfahrt sind schulterbogenförmige Durchgangsöffnungen. Das zweiflügelige Schmiedeeisentor für die Haupteinfahrt stammt von der Kunstschmiede Marton und Söhne und wurde ursprünglich für den österreichisch-ungarischen Pavillon auf der Weltausstellung 1900 in Paris gefertigt. | BDA-Hist.: Q38053157 Status: § 2a Stand der BDA-Liste: 2025-06-30 Name: Zwei Gartenportale GstNr.: 1/3 Gartenportal (Kittsee) |
| ja   | Datei hochladen | Gusseisenaufsatz mit Dachhaube, ehem. Wetterstation HERIS-ID: 9954 Objekt-ID: 6005   | Dr.-Ladislaus-Batthyany-Platz 1 Standort KG: Kittsee | | BDA-Hist.: Q38053204 Status: § 2a Stand der BDA-Liste: 2025-06-30 Name: Gusseisenaufsatz mit Dachhaube, ehem. Wetterstation GstNr.: 1/3 Gusseisenaufsatz mit Dachhaube (Kittsee)                                                                                                |
| ja   | Datei hochladen | Neues Schloss mit Gartenanlage HERIS-ID: 9951 Objekt-ID: 6002                        | Dr.-Ladislaus-Batthyany-Platz 1 Standort KG: Kittsee | Die hufeisenförmige Anlage des Neuen Schlosses entstand Anfang des 17. Jahrhunderts ursprünglich als Meierhof. 1730–1740 erfuhr das Schloss unter Fürst Paul Anton Esterházy einen Umbau. Ab 1969 wurde es restauriert und wurde bis 2009 als Ethnographisches Museum genützt. | BDA-Hist.: Q38053152 Status: Bescheid Stand der BDA-Liste: 2025-06-30 Name: Neues Schloss mit Gartenanlage GstNr.: 1/1, 1/3, 3/7, 6, 3/1, 3/16, 3/17, 3/18, 3/19 Neues Schloss Kittsee                                                                                          |
| ja   | Datei hochladen | Wohnhaus, ehem. Edelhof (Naszvadihof) HERIS-ID: 9958 Objekt-ID: 6009                 | Gänsgasse 10 Standort KG: Kittsee                    | | BDA-Hist.: Q38053290 Status: Bescheid Stand der BDA-Liste: 2025-06-30 Name: Wohnhaus, ehem. Edelhof (Naszvadihof) GstNr.: 25 Edelhof (Kittsee) |
| ja   | Datei hochladen | Dreifaltigkeits-/ Pestsäule HERIS-ID: 9961 Objekt-ID: 6012                           | Hauptplatz 19, gegenüber Standort KG: Kittsee        | Die Dreifaltigkeitssäule steht auf dem einstigen Dorfanger und ist am Sockel mit 1727 bezeichnet. | BDA-Hist.: Q38053330 Status: § 2a Stand der BDA-Liste: 2025-06-30 Name: Dreifaltigkeits-/ Pestsäule GstNr.: 536/1 Dreifaltigkeitssäule (Kittsee) |
| ja   | Datei hochladen | Kath. Pfarrkirche Zur Kreuzerhöhung HERIS-ID: 9950 Objekt-ID: 6001                   | Hauptplatz 1 Standort KG: Kittsee                    | Die Pfarrkirche am nördlichen Ortsende war ursprünglich ein barocker Bau aus dem Jahr 1736, der 1945 allerdings gesprengt wurde. Die heutige Kirche ist ein hoher, dreischiffiger Bau mit eingebundenem Westturm und entstand in den Jahren 1948–1952 nach Plänen von Helene Koller-Buchwieser. | BDA-Hist.: Q21037082 Status: § 2a Stand der BDA-Liste: 2025-06-30 Name: Kath. Pfarrkirche Zur Kreuzerhöhung GstNr.: 368 Pfarrkirche Kittsee |
| ja   | Datei hochladen | Bürgerhaus, Joachimhaus HERIS-ID: 9956 Objekt-ID: 6007                               | Joseph-Joachim-Platz 7 Standort KG: Kittsee          | Das Geburtshaus des Violinisten, Dirigenten und Komponisten Joseph Joachim. | BDA-Hist.: Q38053263 Status: Bescheid Stand der BDA-Liste: 2025-06-30 Name: Bürgerhaus, Joachimhaus GstNr.: 379 Joachimhaus (Kittsee) |
| ja   | Datei hochladen | Wohnhaus HERIS-ID: 9957 Objekt-ID: 6008seit 2013                                     | Joseph-Joachim-Platz 9 Standort KG: Kittsee          | Der ebenerdige Hakenhof stammt im Kern aus dem späten 17. Jahrhundert. | BDA-Hist.: Q15821772 Status: Bescheid Stand der BDA-Liste: 2025-06-30 Name: Wohnhaus GstNr.: 380 |
| ja   | Datei hochladen | Gräberfeld Klosteräcker HERIS-ID: 112154 Objekt-ID: 130217                           | Klosteräcker II Standort KG: Kittsee                 | | BDA-Hist.: Q37828892 Status: Bescheid Stand der BDA-Liste: 2025-06-30 Name: Gräberfeld Klosteräcker GstNr.: 1986/7, 1986/8, 1986/9, 1986/10, 1986/11, 1986/12, 1986/13, 1986/14, 1986/15, 1986/41, 1986/46, 1993 Klosteräcker (Kittsee)                                         |
| ja   | Datei hochladen | Immaculata-Säule HERIS-ID: 9960 Objekt-ID: 6011                                      | bei Untere Hauptstraße 4 Standort KG: Kittsee        | Die Immaculata-Säule auf dem einstigen Dorfanger stammt aus der 1. Hälfte des 18. Jahrhunderts. | BDA-Hist.: Q38053315 Status: § 2a Stand der BDA-Liste: 2025-06-30 Name: Immaculata-Säule GstNr.: 536/1 Immaculata (Kittsee) |
| ja   | Datei hochladen | Künstliche Ruine auf dem Gelände der Schlossgärtnerei HERIS-ID: 9953 Objekt-ID: 6004 | Schloßgärtnerei 3, nördlich Standort KG: Kittsee     | Die künstliche Ruine wurde um 1900 auf dem Gelände der heutigen Gärtnerei im Schlosspark des Neuen Schlosses errichtet. Die Ruine ist ein Staffagebau aus Ziegelmauerwerk, das mit Flussgestein überzogen ist. Über einem grottenartigen Raum ist ein runder Turm mit einer zur Aussichtsplattform führenden Wendeltreppe. Die vorgelagerte Terrasse ist über eine seitliche Treppe erschlossen. Durch einen künstlichen Bach mit Steg entsteht ein romantischer Eindruck. | BDA-Hist.: Q38053179 Status: Bescheid Stand der BDA-Liste: 2025-06-30 Name: Künstliche Ruine auf dem Gelände der Schlossgärtnerei GstNr.: 3/15 Ruine (Kittsee) |
| ja   | Datei hochladen | Heidenturm bzw. Öder Turm HERIS-ID: 9959 Objekt-ID: 6010                             | Standort KG: Kittsee                                 | Turm einer abgegangenen Kirche, der während der ersten Türkenbelagerung zerstörten Ortschaft Lebern | BDA-Hist.: Q15694826 Status: Bescheid Stand der BDA-Liste: 2025-06-30 Name: Heidenturm bzw. Öder Turm GstNr.: 1586/2 Heidenturm Kittsee |
| ja   | Datei hochladen | Villa Rustica auf der Flur Straßenäcker HERIS-ID: 113198 Objekt-ID: 131446seit 2019  | Standort KG: Kittsee                                 | Anmerkung: liegt teilweise in der Gemeinde Pama | BDA-Hist.: Q105647027 Status: Bescheid Stand der BDA-Liste: 2025-06-30 Name: Villa Rustica Flur Straßenäcker Kittsee GstNr.: 1135, 1630/1, 1630/3, 1630/5, 1136, 1137, 1133, 1134, 1630/2, 1630/6, 1630/7, 163/3, 1630/4, 1629, 1628, 1138, 1634, 1635                          |